# Асперн
Асперн (нім. Aspern) — колишнє село в Австрії, яке 1904 року увійшло до складу Відня. Нині є частиною (кадастровим кварталом) віденського району Донауштадт.
Село відоме завдяки тому, що 21-22 травня 1809 року в ході австро-французької війни тут відбулася битва під Асперном між військами Наполеона I і ерцгерцога Карла. Ця битва стала першою великою поразкою Наполеона.